# Fabrella
Fabrella is een monotypisch geslacht van schimmels behorend tot de familie Cenangiaceae. Het bevat alleen Fabrella tsugae.